# Vispop

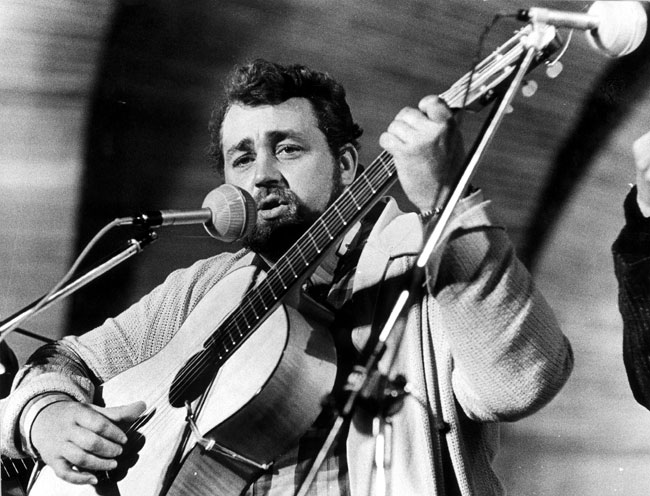
Cornelis Vreeswijk en 1966

Vispop es el nombre sueco para un género musical que se hizo popular en Escandinavia a mediados de los años sesenta. El término deriva de la palabra vise que significa canción folclórica tradicional y popular. En Noruega, el término correspondiente al intérprete vocal de este tipo de música es visesang. Durante los años 1970s fue uno de los géneros musicales más populares de Escandinavia.
El vispop es normalmente interpretado por un cantautor que se acompaña de una guitarra acústica, y las letras suelen expresar contenidos de tipo social. Con todo, algunos grupos musicales como Ballade! se han especializado también en este tipo de música.
El género podría compararse al folk rock o bluegrass norteamericanos.

## Artistas de vispop
Finlandia
- BLUST

Norurega
- Åse Kleveland
- Lillebjørn Nilsen
- Jan Eggum
- Øystein Sunde
- Alf Cranner
- Halvdan Sivertsen
- Finn Kalvik

Suecia
- Ted Gärdestad
- Uno Svenningsson
- Cornelis Vreeswijk